# Assentiz (Rio Maior)
Pour les articles homonymes, voir Assentiz.
Assentiz est une freguesia portugaise située dans le District de Santarém.
Avec une superficie de 5,41 km2 et une population de 550 habitants (2001), la paroisse possède une densité de 78,4 hab/km2.